# Jenni Dahlman
Jenni Maria Dahlman (Piikkiö, 27 ottobre 1981) è una modella finlandese.
È stata Miss Scandinavia nel 2001. In precedenza è stata Miss Turku nel 1998, poi seconda al concorso di Miss Finlandia nel 2000.
Il 31 luglio 2004 ha sposato il pilota di Formula 1 Kimi Räikkönen. I due però hanno divorziato nel febbraio del 2013.
Oltre alla carriera da modella, ha avuto modo di impegnarsi anche nell'equitazione.